# Psara aprepia
Psara aprepia is een vlinder uit de familie grasmotten (Crambidae). De wetenschappelijke naam van deze soort is voor het eerst gepubliceerd in 1913 door George Francis Hampson.
De soort komt voor in Zimbabwe en Mauritius.